# Mario Deaglio
Mario Renzo Deaglio (Pinerolo, 22 aprile 1943) è un economista italiano.

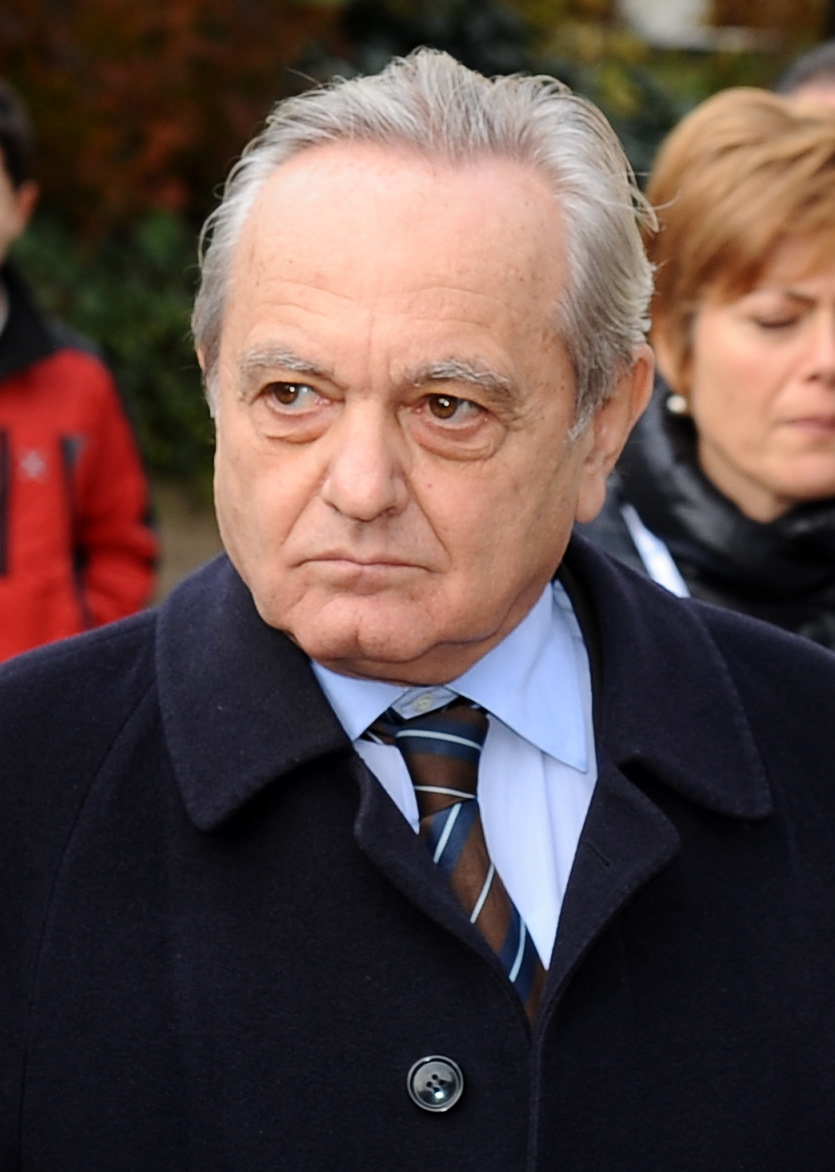
Mario Deaglio (2012)

In parallelo all'attività d'insegnamento, svolge anche un'attività di giornalista economico, con collaborazioni a varie testate.

## Attività professionale
Professore emerito presso il Dipartimento di Scienze economico-sociali e matematico-statistiche dell'Università degli Studi di Torino, è fratello maggiore del giornalista Enrico Deaglio. Sua moglie è l'economista Elsa Fornero, che ha ricoperto la carica di Ministro del Lavoro e delle Politiche Sociali nel governo Monti (2011-2013).
Le sue ricerche scientifiche riguardano la struttura delle moderne economie occidentali e orientali. Si è occupato, in particolare, di distribuzione del reddito, "economia sommersa", risparmio e cicli lunghi dell'economia. Negli ultimi vent'anni le sue ricerche hanno riguardato soprattutto la globalizzazione.
Dal 1990 al 2000 è stato membro del Consiglio di amministrazione della Fondazione Luigi Einaudi di Torino. Dal 1996 al 2001 ha redatto annualmente un Rapporto sull'economia globale e sull'Italia, nell'ambito dell'attività del Centro di Ricerca e Documentazione Luigi Einaudi di Torino. A partire dal 2001 è curatore di questo Rapporto, che in buona parte scrive. Ha collaborato a vari quotidiani e periodici, tra cui The Economist, Panorama, Il Secolo XIX. Ha diretto Il Sole 24 Ore dal 1980 al 1983 ed è editorialista economico del giornale La Stampa.

## Opere
- Che cosa si produce come e per chi. Manuale italiano di microeconomia, con Onorato Castellino, Elsa Fornero, Mario Monti, Sergio Ricossa, Giorgio Rota, Torino, Giappichelli, 1978
- Come cambia il capitalismo, Milano, Etas libri, 1982
- Economia sommersa e analisi economica, Torino, Giappichelli, 1985
- La nuova borghesia e la sfida del capitalismo, Roma-Bari, Laterza, 1991
- Liberista? Liberale. Un progetto per l'Italia del Duemila, Roma, Donzelli, 1996
- Il risparmiatore diventa adulto, 1997
- Il risparmiatore affronta l'euro, 1998
- Un risparmiatore deluso?, 1999
- Postglobal, Roma-Bari, Laterza, 2004[2]

### Rapporto sull'Economia Globale e Italia
- III L'Italia paga il conto, Milano, Guerini, 1998
- IV A quando la ripresa?, Milano, Guerini, 1999
- V Un capitalismo bello e pericoloso, Milano, Guerini, 2000
- VI La fine dell'euforia, Milano, Guerini, 2001
- VII Economia senza cittadini?, (editor e autore di una parte del testo) Milano, Guerini, 2002
- VIII Dopo l'Iraq, editor e autore di una parte del testo) Milano, Guerini, 2003
- IX La globalizzazione dimezzata, (editor e autore di una parte del testo) Milano, Guerini, 2004
- X Il sole sorge a oriente, (editor e autore di una parte del testo) Milano, Guerini, 2005
- XI Tornare a crescere, (editor e autore di una parte del testo) Milano, Guerini, 2006

- XII A cavallo della tigre, (editor e autore di una parte del testo) Milano, Guerini, 2007
- XIII La resa dei conti, (editor e autore di una parte del testo) Milano, Guerini, 2008
- XIV Alla scuola della crisi, (editor e autore di una parte del testo) Milano, Guerini, 2009
- XV La ripresa, il coraggio e la paura, (editor e autore di una parte del testo) Milano, Guerini, 2010
- XVI La crisi che non passa, (editor e autore di una parte del testo) Milano, Guerini, 2011
- XVII Sull'asse di equilibrio, (editor e autore di una parte del testo) Milano, Guerini, 2012
- XVIII Fili d'erba, fili di ripresa, (editor e autore di una parte del testo) Milano, Guerini, 2013
- XIX Un disperato bisogno di crescere, (editor e autore di una parte del testo) Milano, Guerini, 2014
- XX La ripresa, e se toccasse a noi?, (editor e autore di una parte del testo) Milano, Guerini, 2015
- XXI "Globalizzazione addio?" (editor e autore di una parte del testo) Milano, Guerini, 2017
- XXII "Un futuro da costruire bene" (editor e autore di una parte del testo) Milano, Guerini, 2017
- XXIII "Il mondo cambia pelle?" (editor e autore di una parte del testo) Milano, Guerini, 2018
- XXIV "Il tempo delle incertezze" (editor e autore di una parte del testo) Milano, Guerini, 2019
- XXV "Un mondo sempre più fragile" (editor e autore di una parte del testo) Milano, Guerini, 2021

### Rapporto sul mondo postglobale
- "Dall'illusione dell'abbondanza all'economia dell'abbastanza" (editor e autore di una parte del testo) Milano, Guerini, 2023
- "Il mondo ha perso la bussola" (editor e autore di una parte del testo) Milano, Guerini, 2024

### Articoli scientifici (dagli anni '90)
- Il mondo tra povertà e sviluppo: uno sguardo d'insieme agli anni '80, in Rivista di Politica Economica, febbraio 1994
- L'Italia e i suoi vicini poveri, in Relazioni Internazionali, luglio 1994
- I pericoli di un "federalismo forte", in Federalismo e società, dicembre 1994
- Voce Mercato, in Enciclopedia delle scienze sociali, Istituto dell'Enciclopedia italiana Treccani, Roma, 1996
- Tramonto dell'Università, in Il Mulino, agosto 1998
- Voce Lavoro, in Dizionario del Novecento, UTET, Torino, 2000
- Convergenza e divergenza mondiale nella speranza di vita alla nascita - 1960-99. Andamenti di lungo periodo alla luce della globalizzazione, in Bruno Jossa (a cura di), Il futuro del capitalismo, Bologna 2004, Il Mulino, Collana della Società degli Economisti, pp. 159–70
- Drifting apart. A study of the dis-integration of the euro-american economy. (presentato alla ISPI 70th Anniversary Conference Translation relations: economic policy issues (curatore F. Bruni), Milano, 2004)
- Prezzo del petrolio e prezzo delle case - I futuri possibili dell'economia mondiale, in Global Competition, 2005, num. 1, pp. 9–14
- Sussidiarietà, istituzioni economiche, imprese, in Valorizzare un'economia forte - L'Italia e il ruolo della sussidiarietà, a cura di Alberto Quadrio Curzio e Marco Fortis, Il Mulino, Bologna, 2007, pp. 317–359
- Economia globale e ricette per lo sviluppo - Sudafrica, ovverto i limiti del liberismo, in Biblioteca della Libertà, vol. 188, 2007, pp. 5–17
- Il lavoro industriale in un mondo capovolto: interrogativi e sfide, in Quaderni di Sociologia, vol. LII, 2008, pp. 7–21
- Le isole e l'arcipelago, in Aspenia, 2008 - vol 43 pp. 56–62.
- La politica industriale e la crisi finanziaria, in L'Industria, Anno XXIX, numero speciale 2008, pp. 61–80
- Il lavoro industriale in un mondo capovolto: interrogativi e sfide, in Quaderni di Sociologia, vol. LII, 2008, 46, pp. 7–21
- Un "mondo capovolto": crisi finanziaria e redistribuzione del potere economico mondiale, in Il Mulino, anno LVII, num. 440, 6/2008, pp. 1066–74
- Il capitalismo capovolto, in Global Competition, num. 15, 2008, pp. 11–18
- Le riforme degli USA e il socialismo riluttante, in Global Competition, num, 21, 2009, pp. 10–17
- L'ultimo vino di Galbraith, introduzione a J.K. Galbraith, L'economia della truffa, Rizzoli, Milano, 2009, pp. 5–40
- The crisis: how we got in it and how (perhaps) we can get out, in Economia Internazionale/International Economics, vol. LXVI, num. 2, May 2013, pp. 195–208
- L'Italia nell'economia globale in A. Colombo e P. Magri (editors), Rapporto ISPI 2016, pp. 147-158, ISPI, Milano 2017
- L'economia globale del 2016: "distruzione creatrice" o "creazione distruttrice?" in A. Colombo e P. Magri (editors), Rapporto ISPI 2017, pp. 103-106
- Luigi Einaudi, una rivisitazione in Economia Internazionale/International Economics, n.77, 2024, pp. 5-24